# Kostel Královny míru (Košice)
Kostel Královny míru se nachází v jižní části Košic na Ulici milosrdenství. Je zasvěcen Panně Marii Královně míru a od roku 1963 je chráněn jako národní kulturní památka Slovenské republiky.

## Popis
Kostel byl postaven v krizových letech 1938–1939 v duchu funkcionalistické moderny. Interiér i exteriér kostela je poměrně jednoduchý, minimálně zdobený a zaměřený na funkci, kterou má plnit. Po II. vatikánském koncilu, kdy došlo ke změnám v liturgickém prostoru kostelů, byl z tohoto kostela odstraněn původní hlavní oltář a jeho funkci začala plnit přední vitráž. Později byla částečně zakryta i dvě boční okna, aby hlavní vitráž vynikla. Jejím autorem je významný maďarský sklářský výtvarník József Palka. Motivem je Marie, Královna míru, obklopená anděly, nad ní je bílá holubice jako symbol Ducha svatého. V horní části vitráže je napsáno: REGINA PACIS, ORA PRO NOBIS (Královno míru, oroduj za nás). Vitráž lze pozorovat pouze z vnitřku kostela, protože zvenčí ji překrývá velké okno se žlutohnědým ornamentálním sklem, které zkresluje vnímání barev vitráže.